# Hymns for the Broken
Hymns for the Broken is het negende album van de Zweedse metalband Evergrey, uitgebracht in 2014 door AFM.

## Track listing
1. "The Awakening" - 1:42
2. "King Of Errors" - 5:42
3. "A New Dawn" - 4:37
4. "Wake A Change" - 4:50
5. "Archaic Rage" - 6:28
6. "Barricades" - 4:59
7. "Black Undertow" - 5:03
8. "The Fire" - 4:12
9. "Hymns For The Broken" - 4:58
10. "Missing You" - 3:27
11. "The Grand Collapse" - 7:48
12. "The Aftermath" - 7:27

## Band
- Tom S. Englund - zanger, gitarist
- Henrik Danhage - gitarist
- Johan Niemann - bassist
- Jonas Ekdahl - drummer
- Rikard Zander - toetsenist